# Ligne 9 du métro de Valence
La ligne 9 (en catalan : Línia 9 de Metrovalència) est l'une des dix lignes du réseau du métro de Valence et l'une des six lignes de métro, ouverte en mars 2015. Elle est exploitée par FGV et dessert six communes.

## Historique
La ligne 9 est ouverte le 6 mars 2015, le prolongement de la ligne 5 jusqu'à Riba-roja de Túria étant l'occasion d'une refonte de la numérotation des lignes,. Elle suit en effet le tracé de la ligne 3 depuis Alboraia-Peris Aragó jusqu'à Roses, puis bifurque sur une voie nouvelle à écartement métrique qui suit l'ancien tracé de la ligne de train à écartement ibérique reliant Valence, Quart de Poblet, Riba-roja de Túria, Vilamarxant et Llíria entre 1889 et 1985,.

## Caractéristiques

### Ligne
La ligne compte 22 stations, dont dix-huit souterraines, et parcourt 23,37 km. Les rails sont à écartement métrique et la voie est simple uniquement entre les stations La Cova (Manises) et Riba-roja de Túria,.
Elle traverse six communes, du nord au sud : Alboraia, Valence, Mislata, Quart de Poblet, Manises et Riba-roja de Túria.

### Stations et correspondances
|  |   |  | Station                  | Communes                  | Correspondances |
|  | - |  | ------------------------ | ------------------------- | --- |
|  | ■ |  | Alboraia-Peris Aragó     | Alboraia                  | Ligne 3 du métro de Valence                                                                                           |
|  | o |  | Alboraia-Palmaret        | Alboraia                  | Ligne 3 du métro de Valence                                                                                           |
|  | o |  | Machado                  | Valence (Benimaclet)      | Ligne 3 du métro de Valence                                                                                           |
|  | o |  | Benimaclet               | Valence (Benimaclet)      | Ligne 3 du métro de Valence · Ligne 4 du métro de Valence · Ligne 6 du métro de Valence                               |
|  | o |  | Facultats-Manuel Broseta | Valence (El Pla del Real) | Ligne 3 du métro de Valence                                                                                           |
|  | o |  | Alameda                  | Valence (Vieille ville)   | Ligne 3 du métro de Valence · Ligne 5 du métro de Valence · Ligne 7 du métro de Valence                               |
|  | o |  | Colón                    | Valence (Vieille ville)   | Ligne 3 du métro de Valence · Ligne 5 du métro de Valence · Ligne 7 du métro de Valence                               |
|  | o |  | Xàtiva                   | Valence (Vieille ville)   | Ligne 3 du métro de Valence · Ligne 5 du métro de Valence · Ligne 10 du métro de Valence · Cercanías de Valence       |
|  | o |  | Àngel Guimerà            | Valence (Extramurs)       | Ligne 1 du métro de Valence · Ligne 2 du métro de Valence · Ligne 3 du métro de Valence · Ligne 5 du métro de Valence |
|  | o |  | Avinguda del Cid         | Valence (L'Olivereta)     | Ligne 3 du métro de Valence · Ligne 5 du métro de Valence                                                             |
|  | o |  | Nou d'Octubre            | Valence (L'Olivereta)     | Ligne 3 du métro de Valence · Ligne 5 du métro de Valence                                                             |
|  | o |  | Mislata                  | Mislata                   | Ligne 3 du métro de Valence · Ligne 5 du métro de Valence                                                             |
|  | o |  | Mislata-Almassil         | Mislata                   | Ligne 3 du métro de Valence · Ligne 5 du métro de Valence                                                             |
|  | o |  | Faitanar                 | Quart de Poblet           | Ligne 3 du métro de Valence · Ligne 5 du métro de Valence                                                             |
|  | o |  | Quart de Poblet          | Quart de Poblet           | Ligne 3 du métro de Valence · Ligne 5 du métro de Valence                                                             |
|  | o |  | Salt de l'Aigua          | Manises                   | Ligne 3 du métro de Valence · Ligne 5 du métro de Valence                                                             |
|  | o |  | Manises                  | Manises                   | Ligne 3 du métro de Valence · Ligne 5 du métro de Valence                                                             |
|  | o |  | Roses                    | Manises                   | Ligne 3 du métro de Valence · Ligne 5 du métro de Valence                                                             |
|  | o |  | La Cova                  | Manises                   | |
|  | o |  | La Presa                 | Manises                   | |
|  | o |  | València La Vella        | Riba-roja de Túria        | |
|  | o |  | Masia de Traver          | Riba-roja de Túria        | |
|  | ■ |  | Riba-roja de Túria       | Riba-roja de Túria        | |

## Exploitation
La ligne est exploitée par les Ferrocarrils de la Generalitat Valenciana (FGV), sous la marque Metrovalència.

### Matériel roulant
La ligne est servie par des trains de type série 4300, produits par Vossloh.

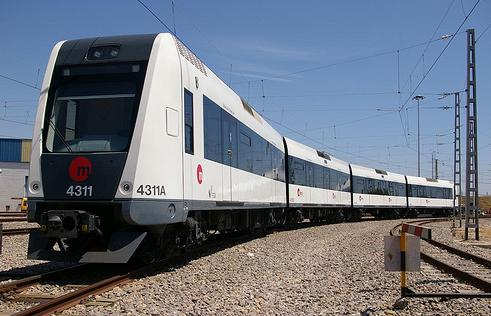
Un train série 4300.

## Projets
Le gouvernement valencien publie le 11 novembre 2020 un appel d'offres pour la rédaction d'une étude de viabilité concernant l'extension de la ligne 9 jusqu'au centre de Riba-roja de Túria, toujours en suivant l'ancien tracé de la ligne de train de Valence à Llíria.